# Ecotaxa
L'Ecotaxa fou un impost vigent a les Illes Balears entre 2001 i 2003.
Fou el projecte més important del govern del Pacte de Progrés de Francesc Antich a les Illes Balears, i va ésser promogut pel conseller de turisme d'aquell govern, Celestí Alomar. S'aprovà pel Parlament de les Illes Balears el 10 d'abril de 2001. Consistí en un impost que pagaven les persones que pernoctaven als establiments hotelers de les Illes Balears que s'havia d'usar per millorar el medi ambient que el turisme anava degradant. Topà amb l'oposició frontal dels hotelers i del Partit Popular de les Illes Balears.
Es derogà al mateix Parlament de les Illes Balears el 22 d'octubre de 2003, poc després del retorn al govern de Jaume Matas després de les eleccions autonòmiques de 2003.